# Säntis
A Säntis a 2501 m-es tengerszint feletti magasságával az Alpstein hegymasszívum legmagasabb hegye Svájcban és ezzel együtt Appenzell Ausserrhoden és Appenzell Innerrhoden kantonok legmagasabb pontja. Tetején egy felvonó, meteorológiai állomás és adótorony található. 